# Олонецкая равнина
Оло́нецкая равни́на — наиболее крупная озёрно-ледниковая равнина Карелии, площадью около 18 000 га. Олонецкая равнина расположена в северной части Восточно-европейской равнины
Окраины заболочены. Преобладают низинные и переходные болота с глубиной торфа до 3 метров. По геологическим и гидро-геологическим условиям на равнине выделяются четыре почвенно-мелиоративных района: центральный с тяжелосуглинистыми почвами, северный с суглинистыми почвами, западный с песчаными почвами и восточный с торфоболотными почвами. Покровные суглинки и ленточные глины имеют низкие коэффициенты фильтрации, и при плоском рельефе отвод избыточных поверхностных вод затруднён. Поэтому осушение (мелиорация)— основа земледелия на Олонецкой равнине.
О высоком плодородии осушенных торфяных почв в окрестностях Олонца было известно уже в начале XIX века, к концу 1980-х годов здесь было осушено около 15 000 га. На значительной площади прилегающих к равнине заболоченных лесов в конце XIX века (болото Ропаки, 7000 га) и в 1960-е годы были проведены масштабные лесомелиоративные работы.